# Xpdf
Xpdf är ett fritt program för läsning av dokument i filformatet PDF. Programmet har utvecklats för X-miljö och är avsett att vara litet och effektivt. I projektet finns också en serie verktyg för hantering och konvertering av PDF-dokument, varav flera är plattformsoberoende. Bland dessa verktyg finns pdftops som konvererar PDF-data till PostScript, pdftotext som konverterar PDF-data till vanlig text och pdfimages som plockar fram bilderna ur en pdf-fil.
Programmet fungerar åtminstone i Linux och andra Unix-liknande system, VMS och OS/2 men har portats till många andra miljöer. Åtminstone de icke-grafiska verktygen fungerar i MS-DOS och Microsoft Windows.
Det finns en alternativ version av programmet, kallad poppler. I denna version har en stor del av funktionaliteten brutits ut till ett programbibliotek, libpoppler, för att lättare kunna användas av andra program (många andra program använder kod ur xpdf) och till vissa delar förlitar sig programmet på funktioner som i allmänhet finns tillgängliga i moderna skrivbordsmiljöer för Unix. Därmed behöver mindre kod underhållas inom ramen för poppler.